# منتدى السياسة الإسرائيلية
منتدى السياسة الإسرائيلية هي منظمة يهودية أمريكية غير حكومية وغير ربحية تأسست في الولايات المتحدة الأمريكية في عام 1993 بهدف دعم حل الدولتين المتفاوض عليه لإنهاء النزاع الإسرائيلي الفلسطيني من خلال المناصرة والتعليم والأبحاث والدراسات السياسية وكتابة مقالات الرأي على صفحات الصحف اليهودية وغير اليهودية، ومُناشدة صناع القرار الأمريكيين على دعم حل الدولتين. تشغل سوزي جيلمان منصب رئيس منظمة منتدى السياسة الإسرائيلية، بينما يشغل ديفيد هالبرين منصب المدير التنفيذي للمنظمة.

## الأهداف المعلنة
تتمثل الأهداف المعلنة لمنتدى السياسات الإسرائيلية في تشكيل الخطاب وحشد الدعم بين القادة اليهود الأمريكيين وصناع القرار في السياسة الأمريكية من أجل تحقيق حل الدولتين لإنهاء الصراع الفلسطيني الإسرائيلي حيث يؤمن منتدى السياسة الإسرائيلية بأن حل الدولتين وإنهاء الصراع سوف يحمي أمن إسرائيل ويُعزز مستقبلها كدولة يهودية وديمقراطية.

## التاريخ
حشد منتدى السياسة الإسرائيلية على مدار تاريخه القادة اليهود البارزين وصناع السياسة الأمريكيين لدعم المقاربات البراغماتية لتعزيز أمن إسرائيل جنبًا إلى جنب مع السعي إلى حل الدولتين المتفاوض عليه دائمًا لإنهاء النزاع الإسرائيلي الفلسطيني. انبثق مفهوم منتدى السياسة الإسرائيلية من المحادثات التي جرت بين روبرت ك. ليفتون ورئيس الوزراء الإسرائيلي الأسبق إسحاق رابين وإدارته، والذين كانوا مهتمين بتطوير الدعم اليهودي الأمريكي لرؤية رابين لحل الصراع الإسرائيلي الفلسطيني. تأسست منظمة منتدى السياسة الإسرائيلية في أذار (مارس) عام 1993 بهدف حشد الدعم لتعزيز جهود السلام بين قادة الطوائف اليهودية.
كان أول نشاط عام لمنتدى السياسة الإسرائيلية هو مقال رأي يؤيد توقيع اتفاقيات أوسلو نُشر على صفحات صحيفة نيويورك تايمز الأمريكية في 13 أيلول (سبتمبر) عام 1993 في نفس اليوم الذي وقع فيه رئيس الوزراء الإسرائيلي إسحاق رابين ورئيس منظمة التحرير الفلسطينية ياسر عرفات على الاتفاقية في البيت الأبيض.
عمل منتدى السياسة الإسرائيلية، خلال فترة تولى حكومة بيل كلنتون لإدارة شؤون الولايات المتحدة الأمريكية، كقاعدة للدعم اليهودي الأمريكي المؤثر لعملية السلام الإسرائيلية الفلسطينية. وقد أوجز الرئيس كلينتون نموذجه لاتفاقية الوضع الدائم المستخدمة لحل النزاع الإسرائيلي الفلسطيني خلال حفل سنوي أقامه منتدى السياسة الإسرائيلية في عام 2001، وهي مجموعة المبادئ التي أصبحت تُعرف لاحقًا باسم "معايير كلينتون" للمفاوضات بين الإسرائيليين والفلسطينيين لحل القضية الفلسطينية.
حشد منتدى السياسة الإسرائيلية 27 منظمة يهودية رئيسية، كان من بينها رابطة مكافحة التشهير، واللجنة اليهودية الأمريكية، والكونغرس الأمريكي اليهودي، ومؤسسة بناي بريث، ومنظمة هاداسا، والمجلس اليهودي للشؤون العامة، وعدد من الحركات الإصلاحية والمحافظة، للتوقيع على بيان تمّ نشره على صفحات صحيفة نيويورك تايمز لدعم رفع الحصار عن قطاع غزة كخطوة أولى نحو تحقيق حل الدولتين. وقد تمكن منتدى السياسة الإسرائيلية من ذلك في توقيت كان فيه مؤتمر الرؤساء مترددًا في إصدار مثل هذا البيان. حصل منتدى السياسة الإسرائيلية في أعقاب أعمال العنف التي وقعت خلال الانتفاضة الفلسطينية الثانية على دعم واسع لخطة {فع الحصار عن غزة كخطوة نحو استئناف المفاوضات الإسرائيلية الفلسطينية واستضاف المنتدى نائب رئيس الوزراء الإسرائيلي آنذاك إيهود أولمرت حيث قام بإلقاء خطاب تاريخي أشار فيه إلى التحولات السياسية المقبلة، كما قدم منتدى السياسة الإسرائيلية بعد ذلك توصيات سياسية أقرها كبار الدبلوماسيين إلى وزيرة الخارجية الأمريكية آنذاك كوندوليزا رايس لدعم مبادرة السلام العربية ومؤتمر أنابوليس الدولي للسلام.
أصدر منتدى السياسة الإسرائيلية في عام 2016 دراسة بعنوان "أمن الدولتين" والتي كانت بمثابة مشروع يسعى إلى إشراك الطلاب والأكاديميين والنشطاء وقادة المجتمع وصناع القرار في حوار حول كيفية معالجة الاحتياجات الأمنية لإسرائيل بشكل فعال في السعي لتحقيق حل الدولتين على المدى القريب والبعيد. اشترك منتدى السياسة الإسرائيلية في هذا المشروع أيضًا مع مركز الأمن الأمريكي الجديد وقادة الأمن الإسرائيلي. وفي حزيران (يونيو) من عام 2016، صادق رئيس الوزراء الإسرائيلي الأسبق إيهود باراك على خطة "الأمن أولاً" في مؤتمر هرتسليا.
أسس منتدى السياسة الإسرائيلية في عام 2017 كيانًا مُنبثقًا عنه تحت عنوان "أي بي إف أتيد"، وهو مجتمع يقوده جيل الألفية لتسهيل الاتصالات والمحادثات والحملات الجديدة المحيطة بالقضايا في الشؤون الإسرائيلية الفلسطينية. نما أي بي إف أتيد منذ تأسيسه بسرعة ملحوظة، وأصبح يمتلك له ستة فروع مختلفة في جميع أنحاء الولايات المتحدة الأمريكية، ومن بينها فروعه في مدن نيويورك وواشنطن العاصمة وشيكاغو ولوس أنجلوس وسان فرانسيسكو وبوسطن. قاد أي بي إف أتيد أيضًا وفودًا من المهنيين الشباب إلى المنطقة لاستكشاف عدد من الموضوعات، واستضاف عددًا من البرامج المختلفة على مستوى الولايات المتحدة الأمريكية والعالم. وفي عام 2019 أسس أي بي إف أتيد قناة المرأة والسلام والأمن لتعزيز مشاركة المرأة وخبرتها وقيادتها في بناء السلام الإسرائيلي الفلسطيني والشؤون المجتمعية اليهودية.
أصدر منتدى السياسة الإسرائيلية في عام 2018 دراسة شارك في تأليفها كُل من ديفيد أ. هالبرين المدير التنفيذي للمنظمة، ومايكل كوبلو أمين السياسات بالمنظمة، وسوزي جيلمان رئيسة المنظمة عن إنهاء الأزمة الدائمة في قطاع غزة.
وفي عام 2020 أصدر منتدى السياسة الإسرائيلية دراسة بعنوان "البحث عن خيار قابل للتطبيق"، والتي حاولت تقييم سبع نتائج محتملة للصراع الإسرائيلي الفلسطيني وتُحدد نقاط القوة والضعف في الخطط المختلفة. تساءلت الدراسة أيضًا عما إذا كان حل الدولتين لا يزال ممكنًا، وقد خلصت الدراسة في النهاية إلى أنه لا يزال من ممكن تنفيذ حل الدولتين وهو الخطة الوحيدة القابلة للتنفيذ التي تحافظ على إسرائيل كدولة يهودية وديمقراطية. كان مؤلفا الدراسة هما الدكتورة شيرا إيفرون وإيفان جوتسمان، وكتب مقدمتها السفير دانيال ب. شابيرو سفير الولايات المتحدة في إسرائيل في الفترة ما بين عامي 2011-2017.
وجه منتدى السياسة الإسرائيلية في نيسان (أبريل) من عام 2020 رسالة مفتوحة وقعها ما يقرب من 140 من القادة اليهود الأمريكيين تستهدف بيني غانتس زعيم ائتلاف أزرق أبيض ونائبه عضو الكنيست الإسرائيلي غابي أشكنازي، وتحثهم على "الصمود" في معارضتهم لضم مستوطنات الضفة الغربية إلى إسرائيل. كما حذر الخطاب من السماح لوباء الفيروس التاجي بتمكين إسرائيل من ضم مستوطنات الضفة الغربية في وقت تحتاج فيه البلاد إلى الوحدة في مواجهة حالة طوارئ صحية عامة.

## الأنشطة
يدرب منتدى السياسة الإسرائيلية المدافعين عن حل سلمي للصراع الإسرائيلي الفلسطيني من خلال البرامج التعليمية. كما يعقد منتدى السياسة الإسرائيلية حدثًا قياديًا سنويًا لدعم الشخصيات الرئيسية التي تعزز جهود صنع السلام. كان من بين أبرز المتحدثين السابقين في ذلك الحدث القيادي الرئيس الأمريكي الأسبق بيل كلينتون ونائب الرئيس الأمريكي الأسبق آل غور والرئيس الأمريكي الحالي جو بايدن ورئيس الوزراء الإسرائيلي الأسبق إيهود باراك ونائب رئيس الوزراء الإسرائيلي آنذاك إيهود أولمرت ونائب رئيس الوزراء الإسرائيلي حاييم رامون.